# 洛斯特科夫 (北卡羅萊納州)
洛斯特科夫（英語：Lost Cove）是位於美國北卡羅萊納州揚西縣的鬼鎮。

## 歷史
洛斯特科夫的郵局於1911年設立，其後於1913年停運。

## 地理
洛斯特科夫所處的海拔為高於海平面547米（即1795英呎），而該地所採用的時區為UTC-5，即北美东部时区（EST）。同時該地設有夏令時間，為UTC-5調快一小時，即UTC-4（EDT）。